# La gata (telenovela de 2014)
La gata es una telenovela mexicana producida por Nathalie Lartilleux para Televisa, transmitida por el Canal de las Estrellas. Es una adaptación de la telenovela venezolana de 1968, La gata, de Inés Rodena, con los libretos de Carlos Romero y Rubí rebelde de María Antonieta Gómez y la co-adaptación de Tere Medina.
Protagonizada por Maite Perroni y Daniel Arenas, junto con Laura Zapata, Juan Verduzco, Mónika Sánchez, Alejandra Robles Gil y la primera actriz Pilar Pellicer en los roles antagónicos. Cuenta además con las actuaciones estelares de Manuel Ojeda, Erika Buenfil, Leticia Perdigón y Jorge Poza.

## Sinopsis
Esmeralda, conocida como La Gata es una niña de 12 años, que vive en un barrio pobre y en condiciones miserables. Desde niña es amiga de Pablo, un niño de 15 años,  rico, que la defiende de las burlas y ataques de otros niños. Pablo siente compasión por Esmeralda, le molesta que doña Rita, una vieja explotadora, que ha criado a Esmeralda y a Centavito, la mande a vender o a pedir limosna para poder comer. Claro que doña Rita sólo cuida y atiende como a una reina a su nieta Inés, hija de su hijo "Tilico" que cumple una condena de muchos años en la cárcel por un delito que cometió.
Esmeralda crece como un animalito salvaje, pero tiene la dulzura y encanto que la hacen única. Así ha sobrevivido a los embates de la vida.
Cuando Pablo se entera de que Esmeralda no sabe leer ni escribir, se da a la tarea de enseñarle, pero a escondidas de Lorenza, su madre, quien desprecia a Esmeralda porque ella quiere que su hijo Pablo se case con Mónica Lascurain, una niña que ha crecido como su sobrina. Mónica es la única niña a quien Lorenza considera que es merecedora de Pablo.
Con el paso de los años la amistad entre Esmeralda y Pablo se hace cada vez más estrecha y el amor empieza a nacer en ellos. Sin embargo luego de tantos tiempo Mónica regresa con la intención de enamorar a Pablo y casarse con él contando con el apoyo de Lorenza y Agustín, los padres de Pablo, quienes sólo se interesan en el dinero de la muchacha.
Desesperados por separar a Pablo y Esmeralda la familia del joven le tiende una trampa, en la cual este cae rápidamente. Pablo es enviado con engaños a los Estados Unidos para estudiar pintura y así, según Agustín, poderse casar con Esmeralda. La distancia entre la pareja dio lugar a las mentiras de Agustín y Doña Rita, que se aliaron para separarlos contando con el apoyo de Mariano, el hermano de Pablo, quienes hacen creer a Esmeralda que él la abandonó mientras Pablo era convencido de que su novia lo traicionó.
Con el paso de los meses Esmeralda descubre que está embarazada, pues ella se casó con Pablo antes de que él se fuera, matrimonio que fue anulado por Agustín. Esmeralda da a luz a mellizos a quienes nombró: Pablo y Leticia Cruz.
Luego de un año de ausencia Pablo regresa y descubre que Esmeralda tiene dos hijos, los cuales cree que son de otro hombre; indignado por la supuesta infidelidad de ella, el ahora pintor acepta casarse con Mónica a pesar de no amarla y seguir amando a Esmeralda.
Esmeralda conoce a Fernando de la Santacruz "El silencioso", un hombre que salió de la cárcel tras 25 años de injusta prisión, quien al enterarse por medio de Doña Rita que Esmeralda es su hija, la protege y la lleva a vivir con él en una casa justo en frente de la mansión Martínez-Negrete. Luego de hacerle un cambio de look a Esmeralda, Don Fernando la convence de vengarse de Pablo y su familia por haberla humillado y haber enviado a prisión a su protector, aunque ella desconoce que "El silencioso" es el padre que tanto buscó, acepta formar parte de esta venganza.
Cuando Agustín descubre que "El silencioso" está libre, es rico y además es el padre de Esmeralda su odio hacia esta última crece y ambos se declaran la guerra. A pesar de todo, el amor entre Pablo y Esmeralda no se desvanece, por el contrario, crece cada día, esto hace que Esmeralda desista de sus ideas de venganza en contra del papá de sus hijos e intente convencer a su padre de hacer lo mismo.
Pablo descubre que los bebés de Esmeralda son sus hijos y cancela su boda con Mónica. Esmeralda se entera de esto y decide buscar a Pablo quien le confiesa que aún la ama y regresa con ella para cuidar juntos a sus hijos. La pareja esta a dispuesta a luchar por su amor y demostrar que es fuerte y duradero; sin embargo, el odio entre los padres de ambos será el mayor obstáculo para su felicidad.

## Reparto
- Maite Perroni - Esmeralda Cruz "La Gata"
- Daniel Arenas - Pablo Martínez-Negrete
- Laura Zapata - Lorenza de Martínez-Negrete
- Erika Buenfil - Blanca Rafaela Sánchez de la Santa Cruz / "Fela, la loca"
- Manuel Ojeda - Fernando de la Santa Cruz, el Silencioso
- Pilar Pellicer - Rita Pérez Vda. De Olea
- Leticia Perdigón - Leticia "La Jarocha"
- Jorge Poza - Mariano Martínez-Negrete
- Mónika Sánchez - Gisela Cienfuegos
- Juan Verduzco - Agustín Martínez-Negrete
- Patricio Castillo - Enrique "El Chacharas"
- Lupita Lara - Eugenia Castañeda de Elizalde
- Socorro Bonilla - Mercedes Reyes "Doña Meche"
- Carlos Bonavides - Domingo / Doménico, el Italiano Almonte
- Ianis Guerrero - Damián Reyes
- Paloma Ruiz de Alda - Mónica Elizalde Castañeda
- Mariluz Bermúdez - Virginia Martínez-Negrete
- Pierre Louis - Carlos "Centavito"
- Oscar Ferreti - Don Lupe
- Teo Tapia - Roberto Elizalde
- Alejandra Robles Gil - Inés Olea Pérez
- Jorge Alberto Bolaños - Omar
- Benjamín Rivero - Jesús Olea Pérez "Tílico" / Juan Garza
- Jorge Ortín - Lic Osorio
- Isabel Martínez "La Tarabilla" - Micaela
- Ruth Rosas - Dorita
- Héctor Cruz - Pedro León
- Ricardo Franco - Edgar Suárez
- Emma Escalante - Victoria "Vicky" Suárez
- Ricardo Baranda - Garabato / Víctor De La Fuente
- Laurinne Kuaka - Verónica
- Antonio Medellín
- Alma Beltrán
- Joseba Iñaki - Dr Guillen
- Elizabeth Dupeyrón - Carolina
- Evelyn Cedeño - Nuria Gómez
- Mauricio de Montellano - Rey
- Jesús Carus - Billy
- Grisel Margarita - Emilia "Emily"
- Ivan Peniche - Antonio "Tony"
- Jaime Puga - Casimiro
- Ivana González
- Nicolás Buenfil - Pablo "Pablito" Martínez-Negrete Santa Cruz
- Shaula Satinka - Leticia Martínez-Negrete Santa Cruz
- Alexis Daniel Rangel - Carlos Horacio De La Fuente Olea
- Yulyennette -
- Patricia Maqueo - Esmeralda (niña)
- José Eduardo Álvarez - Pablo (niño)
- Christian Vega - Mariano (niño)
- Mauro Navarro - Garabato (niño)
- Karim - Centavito (niño)
- Rogelio Hernández - Damián (niño)
- Ana Sofía Durand - Virginia (niña)
- Juan Ángel Esparza - Padre Rivas
- Claudio Báez - Ernesto Cantú
- Marcelo Córdoba - Javier Peñuela
- Luis Gatica - Fidel Gutiérrez
- José Luis Badalt - Willy

## Producción
Las grabaciones comenzaron el 14 de febrero de 2014, concluyeron oficialmente el 19 de septiembre de 2014.

## DVD
El Grupo Televisa lanza a la venta en formato DVD sus novelas.

## Premios y nominaciones

### Premios TVyNovelas 2015
| Categoría                | Nominado/a        | Resultado |
| ------------------------ | ----------------- | --------- |
| Mejor actriz protagónica | Maite Perroni     | Nominada  |
| Mejor actor protagónico  | Daniel Arenas     | Nominado  |
| Mejor actor coestelar    | Patricio Castillo | Nominado  |
| Mejor primer actor       | Manuel Ojeda      | Nominado  |

### Premios People en Español 2014
| Categoría                    | Nominado/a                    | Resultado |
| ---------------------------- | ----------------------------- | --------- |
| Mejor telenovela             | Nathalie Lartilleux Nicaud    | Nominada  |
| Mejor actriz                 | Maite Perroni                 | Nominado  |
| Galanazo del año             | Daniel Arenas                 | Nominado  |
| Mejor química en la pantalla | Maite Perroni y Daniel Arenas | Nominados |
| La mala más mala             | Laura Zapata                  | Nominados |

### Kids Choice Awards México
| Año  | Categoría       | Nominada (o)  | Resultado |
| ---- | --------------- | ------------- | --------- |
| 2014 | Actriz favorita | Maite Perroni | Nominada  |

### TV Adicto Golden Awards
| Año  | Categoría                    | Nominados     | Resultado |
| ---- | ---------------------------- | ------------- | --------- |
| 2014 | Mejor estrella internacional | Laura Zapata  | Ganadora  |
| 2014 | Mejor protagonista femenina  | Maite Perroni | Ganadora  |

### Premios Juventud
| Año  | Categoría                | Nominado (a)                      | Resultado |
| ---- | ------------------------ | --------------------------------- | --------- |
| 2015 | Mejor tema novelero      | Vas a querer volver Maite Perroni | Nominada  |
| 2015 | Mi protagonista favorita | Maite Perroni                     | Nominada  |